# Неманья Митрович
Неманья Митрович (нар. 15 жовтня 1992, Любляна, Словенія) — словенський футболіст, захисник. Виступав, зокрема, за клуб «Олімпія» (Любляна), а також молодіжну збірну Словенії.

## Досягнення
- Чемпіон Словенії (2):

«Олімпія»: 2015-16
«Марибор»: 2021-22